# Лордсберг (Њу Мексико)
Лордсберг (енгл. Lordsburg) град је у америчкој савезној држави Њу Мексико.

## Демографија
По попису из 2010. године број становника је 2.797, што је 582 (-17,2%) становника мање него 2000. године.
| Група             | 2000.         | 2010.         |
| Белци             | 819 (24,2%)   | 586 (21,0%)   |
| Афроамериканци    | 19 (0,6%)     | 23 (0,8%)     |
| Азијати           | 17 (0,5%)     | 15 (0,5%)     |
| Хиспаноамериканци | 2.515 (74,4%) | 2.161 (77,3%) |
| Укупно            | 3.379         | 2.797         |